# Équipe d'Algérie masculine de volley-ball
Cet article traite de l'équipe masculine. Pour l'équipe féminine, voir Équipe d'Algérie féminine de volley-ball.
L'équipe d'Algérie de volley-ball est composée des meilleurs joueurs algériens sélectionnés par la Fédération algérienne de volley-ball (FAVB). Elle est classée au 69e rang de la Fédération internationale de volley-ball au 1er janvier 2023.

## Palmarès et parcours

### Palmarès
- Championnat d'Afrique (2) : 
  -   Vainqueur : 1991, 1993
  -     Finaliste : 1967, 1989, 2009, 2023
  -       Troisième : 1983, 1987, 1995, 1997, 1999, 2019
  - Quatrième : 2003, 2011, 2015, 2017
- Jeux africains (2) : 
  -   Vainqueur : 1991, 2015
  -    Finaliste :  1987, 2011, 2019
  -   Troisième : 1978, 2007
  - Quatrième : 1995, 2003
- Championnat arabe  (2)  : 
  -    Champion : 1994, 1998
  -    Finaliste : 1984, 2000, 2002
  -    Troisième : 1996, 2006, 2014,
  - Quatrième : 2008, 2018
- Jeux panarabes (1) :
  -  Champion : 1997
  -  Finaliste : 2004, 2023
  -  Troisième : 2011

### Parcours
| Jeux olympiques | Championnats du monde | Coupe du monde |
| --- | --- | --- |
| - 1964 : non qualifié - 1968 : non qualifié - 1972 : non qualifié - 1976 : non qualifié - 1980 : non qualifié - 1984 : non qualifié - 1988 : non qualifié - 1992 : 12e - 1996 : non qualifié - 2000 : non qualifié - 2004 : non qualifié - 2008 : non qualifié - 2012 : non qualifié - 2016 : non qualifié - 2020 : non qualifié | - 1949 : pas existant - 1952 : pas existant - 1956 : pas existant - 1960 : pas existant - 1962 : pas existant - 1966 : non qualifié - 1970 : non qualifié - 1974 : non qualifié - 1978 : non qualifié - 1982 : non qualifié - 1986 : non qualifié - 1990 : non qualifié - 1994 : 13e - 1998 : 20e - 2002 : non qualifié - 2006 : non qualifié - 2010 : non qualifié - 2014 : non qualifié - 2018 : non qualifié - 2022 : non qualifié | - 1965 : non participant - 1969 : non participant - 1977 : non participant - 1981 : non participant - 1985 : non participant - 1989 : non participant - 1991 : 9e - 1995 : non participant - 1999 : non participant - 2003 : non participant - 2007 : non participant - 2011 : non participant - 2015 : non participant - 2019 : non participant |

| Championnats d'Afrique | Jeux africains | Jeux méditerranéens                                                                                          |
| --- | --- | --- |
| - 1967 : - 1971 : non participant - 1976 : non participant - 1979 : non participant - 1983 : - 1987 : - 1989 : - 1991 : - 1993 : - 1995 : - 1997 : - 1999 : - 2001 : non participant - 2003 : 4e - 2005 : non participant - 2007 : non participant - 2009 : - 2011 : 4e - 2013 : 5e - 2015 : 4e - 2017 : 4e - 2019: - 2021: non participant - 2023: | - 1965 : non participant - 1973 : non participant - 1978 : - 1987 : - 1991 : - 1995 : 4e - 1999 : non participant - 2003 : 4e - 2007 : - 2011 : - 2015 : - 2019 : | - 2022 : 9é - 2018 : 9é - 2013 : 6é - 1993 : 5é - 1967 : 8e - 1975 : 10e - 1979 : 7e - 1983 : 8e - 1991 : 8e |

## Sélections

### Sélection aux Jeux olympiques d'été de 1992
L'équipe est composée de : Tayeb ElHadi BenKhelfallah, Krimo Bernaoui, Ali Dif, Faycal Gharzouli (en), Mourad Malaoui, Adel Sennoun, Mourad Sennoun, Foudil Taalba (en), Faycal Tellouche (en) et Lies Tizioualou.

### Sélection en 2010
Sélection pour les qualifications au championnat du monde 2010.
Entraîneur : Kamel Imloul  Algérie 

## Sélectionneurs
| Rang | Sélectionneur                           | Période                   |
| ---- | --------------------------------------- | ------------------------- |
| 1    | Pierre Coquand                          | 1963 à 1964               |
| 2    | Belaid Chebahi et Kunder                | 1964 à 1966               |
| 3    | Belaid Chebahi                          | 1967                      |
| 4    | Koherle                                 | 1968                      |
| 5    | Mohammed Bekhechi                       | 1969                      |
| 6    | Belaid Chebahi                          | 1970                      |
| 7    | Mohammed Bekhechi                       | 1971                      |
| 8    | Victor Serguei                          | 1972 à 1974               |
| 9    | Noureddine Madiou et Porochniko         | 1974 à 1975               |
| 10   | Hassing                                 | 1976 à 1977               |
| 11   | Ángel Iglesias                          | 1978 à 1980               |
| 12   | Said Boukerrou et Belaid Chebahi        | 1981                      |
| 13   | Belaid Chebahi et Abdelkader Ould Ammar | 1982                      |
| 14   | Kamel Chebahi et Victor Filipchenko     | 1982 à 1987               |
| 15   | Mohammed Bekhechi                       | 1987 à 1988               |
| 16   | Noureddine Madiou et Chaprane           | 1988 à 1989               |
| 17   | Mohamed Tahar Zerdoumi et Chaprane      | 1990 à 1991               |
| 18   | Abderahmane Slimane et Taoufik Benomari | 1992 à 1995               |
| 19   | Taoufik Benomari et M. Medrar           | 1995 à 1997               |
| 20   | Mohand Said Kaci et Mouloud Ikhedji     | 1997 à 1999               |
| 21   | Hacène Allouache                        | 1999 à 2000               |
| 22   | Hacène Allouache et Mourad Sennoun      | 2000 à 2001               |
| 23   | Mourad Sennoun et Krimo Bernaoui        | Sept 2001                 |
| 24   | Justo Morales et Mohamed Tahar Zerdoumi | Janv 2002                 |
| 25   | Morales Justo Gonzales et Samir Zitouni | Juil 2002 à 2005          |
| 25   | Kamel Imeloul et Salim Bouhella         | Juil 2006 à dicembre 2006 |
| 27   | Marcos Tedjeda et Bekachi Mohamed       | 2007 à 2008               |
| 28   | Samir Zitouni et Fayçal Bencharif       | 2008 à 2009               |
| 29   | Kamel Imeloul                           | 2009 à 2012               |
| 30   | Mourad Sennoun                          | 2012 à 2014               |
| 31   | Lies Tizioualou                         | 2014 à 2015               |
| 32   | Mouloud Ikhedji                         | 2015 à 2017               |
| 33   | Mohand Said Kaci                        | Octobre 2017              |
| 34   | Raúl Diago Izquierdo                    | avril 2019                |
| 35   | Krimo Bernaoui                          | novembre 2019 à 2021      |
| 36   | Mourad Sennoun                          | 2021 à 2022               |
| 37   | Krimo Bernaoui                          | Juin 2023 à 2024          |
| 38   | Kamel Imeloul                           | août 2024                 |

La liste des sélectionneurs ayant dirigé l'Algérie durant les compétitions internationales et leurs résultats sont :
| Édition | Sélectionneur          | Résultat                    |
| ------- | ---------------------- | --------------------------- |
| 1967    | Belaid Chebahi         | Médaille d'argent, Afrique  |
| 1983    | Victor Filipchenko     | Médaille de bronze, Afrique |
| 1987    | Victor Filipchenko     | Médaille de bronze, Afrique |
| 1989    | Chaprane               | Médaille d'argent, Afrique  |
| 1991    | Chaprane               | Médaille d'or, Afrique      |
| 1993    | Abderahmane Slimane    | Médaille d'or, Afrique      |
| 1995    | Abderahmane Slimane    | Médaille de bronze, Afrique |
| 1997    | Taoufik Benomari       | Médaille de bronze, Afrique |
| 1999    | Mohand Said Kaci       | Médaille de bronze, Afrique |
| 2003    | Morales Justo Gonzales | 4e                          |
| 2009    | Kamel Imeloul          | Médaille d'argent, Afrique  |
| 2011    | Kamel Imeloul          | 4e                          |
| 2013    | Mourad Sennoun         | 5e                          |
| 2015    | Lies Tizioualou        | 4e                          |
| 2017    | Mohand Said Kaci       | 4e                          |
| 2019    | Raúl Diago Izquierdo   | Médaille de bronze, Afrique |
| 2023    | Krimo Bernaoui         | Médaille d'argent, Afrique  |

| Édition | Sélectionneur       | Résultat |
| ------- | ------------------- | -------- |
| 1994    | Abderahmane Slimane | 13e      |
| 1998    | Mohand Said Kaci    | 20e      |

| Édition | Sélectionneur       | Résultat |
| ------- | ------------------- | -------- |
| 1992    | Abderahmane Slimane | 12e/12   |

| Édition | Sélectionneur | Résultat |
| ------- | ------------- | -------- |
| 1991    | Chaprane      | 9e/12    |

| Édition | Sélectionneur          | Résultat           |
| ------- | ---------------------- | ------------------ |
| 1984    | Victor Filipchenko     | Médaille d'argent  |
| 1988    | Mohammed Bekhechi      | 4e                 |
| 1994    | Abderahmane Slimane    | Médaille d'or      |
| 1996    | Taoufik Benomari       | Médaille de bronze |
| 1998    | Mohand Said Kaci       | Médaille d'or      |
| 2000    | Hacene Allouache       | Médaille d'argent  |
| 2002    | Morales Justo Gonzales | Médaille d'argent  |
| 2006    | Kamel Imeloul          | Médaille de bronze |
| 2006    | Samir Zitouni          | 4e                 |
| 2014    | Lies Tizioualou        | Médaille de bronze |
| 2018    | Salim Bouhella         | 4e                 |

## Joueurs majeurs
- Abderrahmane Slimane né le 22 juillet 1956
- Nassim Hedroug
- Lies Tizioualou
- Krimo Bernaoui
- Tayeb Benkhelfallah
- Mourad Sennoun né le 29 janvier 1962
- Hichem Guemmadi
- Wassim Bouaziz
- Ali Kerboua
- Mohamed Amine Oumessad
- Toufik Mahdjoubi
- Mohamed Chikhi
- Lahlali Djamel Nedjar
- Samir Ghernaout